# Hoshangabad
Hoshangabad é uma cidade e um município no distrito de Hoshangabad, no estado indiano de Madhya Pradesh.

## Geografia
Hoshangabad está localizada a 22° 45′ N, 77° 43′ L. Tem uma altitude média de 278 metros (912 pés).

## Demografia
Segundo o censo de 2001, Hoshangabad tinha uma população de 97 357 habitantes. Os indivíduos do sexo masculino constituem 53% da população e os do sexo feminino 47%. Hoshangabad tem uma taxa de literacia de 73%, superior à média nacional de 59,5%: a literacia no sexo masculino é de 80% e no sexo feminino é de 66%. Em Hoshangabad, 13% da população está abaixo dos 6 anos de idade.